# Reinhard Bendix
Reinhard Bendix (Berlim, 25 de fevereiro de 1916 — 28 de fevereiro de 1991) foi um sociólogo teuto-americano.

## Vida
Imigrante alemão que radicou-se nos EUA, em 1938, fugindo do nazismo, recebeu diploma de Mestre e Doutor na Universidade de Chicago, onde lecionou de 1943 a 1946, transferindo-se, posteriormente, para a Universidade do Colorado, onde atuou por um ano, como professor-assistente, antes de se transferir para o Departamento de Sociologia da Universidade da Califórnia, Berkeley, em 1947, onde permaneceu pelo resto de sua carreira.
Bendix introduziu o método comparativo entre os sociólogos americanos. Ele entendia que era necessário conhecer a sociedade americana, nas suas relações com as sociedades europeias, pois o enfoque exclusivamente nacional ou local, não permitia um entendimento mais amplo da complexidade da formação social americana, no curso da história e as questões por ela suscitadas. O alargamento das fronteiras intelectuais de investigação era um imperativo. 
Ele estudou a história de várias nações europeias e também de nações em desenvolvimento, como a India, a China e países muçulmanos, com o objetivo de entender como questões gerais do desenvolvimento industrial e da modernização social e política eram tratadas pelas culturas e tradições locais 
Sua referência teórica era Max Weber e a metodologia dos "tipos ideais" relativos às formas de dominação política e discursos legitimadores. Obra : Max Weber: An Intellectual Portrait, 1960. As ideias, para ele, não eram apenas reflexos das condições sociais, mas forças legitimadoras, independentes e reais.  
Suas obras mais importantes são: Work and Authority in Industry, de 1956; Nation-Building and Citizenship, de 1964, e Kings or People: Power and the Mandate to Rule de 1978, nelas Reinhard Bendix aplica o método da sociologia histórica comparada. 
Em Work and Authority in Industry, ele investiga os discursos legitimadores da disciplina fabril e da autoridade pública, e sua compatibilização com a questão da liberdade, em países como Rússia, Inglaterra, Alemanha e EUA. A legitimação, enfim, da ideologia empresarial, o discurso da eficiência gerencial, e da autoridade pública na ordem liberal e pré-liberal, em cada contexto histórico. 
Em Nation-Building and Citizenship, de 1964, Bendix analisa o modo como questões universais da contemporaneidade são contextualizadas pelas tradições e culturas locais, examinando os casos da Europa ocidental, Japão e Rússia, estudando a singularidade da condição histórica em face do avanço da modernização. O modo de combinar o moderno e o tradicional em cada contexto cultural. Bendix utiliza como "tipos ideais" as ideias de desenvolvimento e modernização.
A Revolução Industrial, a urbanização intensa, a transformação na estrutura ocupacional, a mudança política e ideológica, a formação do Estado Nação com a Revolução Francesa, a formação de novas nações, em antigas colônias europeias nas Américas, o surgimento dos grandes aparatos burocráticos, o advento do livre mercado e a criação do Estado de Bem Estar Social integram o amplo conjunto de questões tratadas no esforço teórico de fôlego empreendido por Reinhard Bendix.
Em Kings or People: Power and the Mandate to Rule, 1978, Bendix procura entender a razão para a emergência da soberania popular e a crise da dominação tradicional ou dinástica, no mundo ocidental, a chamada "especificidade do Ocidente". A força da nova legitimidade da ordem social e da autoridade publica, a figura do cidadão, e o declínio da legitimidade dos velhos monarcas, do conceito tradicional de soberania, dinastias de descendentes de heróis de guerra e grandes estadistas, enfraquecidos diante da nova fonte de legitimidade política, o mandato popular. 
A legitimidade deslocando-se de famílias nobres, para a sociedade e a vontade popular, como fonte derradeira de toda produção legal legitima.
As investigações de Bendix, portanto, procuram esclarecer porque algumas instituições permanecem e outras não, e modo como permanecem, e prossegue indagando sobre as especificidades culturais que permitem tais combinações entre o velho e o novo, ou o tradicional e o moderno, em cada nação. A razão pela qual se estabelece uma clivagem radical em cada sociedade entre o tradicional e o moderno. 
Ele rejeita o evolucionismo e uma filosofia da história com as características de determinismo como o marxismo, em leitura clássica, ou teorias sistêmicas, para o entendimento da mudança social. Demonstra grande respeito pela diversidade cultural dos povos, mas afirma que existe uma lógica comum que passa a vigorar nas sociedades inseridas nesse mundo moderno, industrial e democrático.

## Sobre o método comparativo
- Barrington Moore
- Perry Anderson
- Seymour Lipset
- Charles Tilly
- Theda Skocpol
- Jeffrey Alexander

## Publicações selecionadas

### Livros
- —; Lipset, Seymour Martin, eds. (1953). Class, Status and Power: A Reader in Social Stratification. Glencoe, Ill.: Free Press
- — (1956). Work and Authority in Industry: Ideologies of Management in the Course of Industrialization. New York: John Wiley and Sons
- —; Lipset, Seymour Martin (1959). Social Mobility in Industrial Society. Berkeley: University of California Press
- — (1960). Max Weber: an Intellectual Portrait. New York: Doubleday
- — (1964). Nation-Building and Citizenship: Studies of Our Changing Social Order. Berkeley: University of California Press
- — (1978). Kings or People: Power and the Mandate to Rule. Berkeley: University of California Press
- — (1984). Force, Fate and Freedom. Berkeley: University of California Press
- — (1986). From Berlin to Berkeley. London: Routledge
- — (1988). Embattled Reason. Vol. 1: Essays on Social Knowledge. New Brunswick, NJ: Transaction Publishers
- — (1989). Embattled Reason. Vol. 2: Essays on Social Knowledge. London: Routledge
- — (1993). Unsettled Affinities. London: Routledge

### Artigos
- — (1952). «Social Stratification and Political Power». American Political Science Review. 46 (2): 357–375. JSTOR 1950834. doi:10.2307/1950834
- — (1963). «Concepts and Generalizations in Comparative Sociological Studies.». American Sociological Review. 28 (4): 532–539. JSTOR 2090069. doi:10.2307/2090069
- — (1967). «Tradition and Modernity Reconsidered.». Comparative Studies in Society and History. 9 (3): 292–346. doi:10.1017/S0010417500004540
- — (1974). «Inequality and Social Structure: A Comparison of Marx and Weber.». American Sociological Review. 39 (2): 149–161. JSTOR 2094228. doi:10.2307/2094228
- — (1990). «State, Legitimation, and 'Civil Society'». New York: Telos Press. Telos. 86